# El origen del fuego
El origen del fuego ('Tulen Synty'), Op. 32, es una cantata compuesta por el compositor finlandés Jean Sibelius y estrenada el 9 de abril de 1902 en la inauguración del Teatro Nacional de Helsinki, bajo la dirección del compositor. Posteriormente fue revisado en el año de 1910. La idea detrás de la cantata es tomada de la epopeya nacional finlandesa, el Kalevala. Algunos de los bocetos de la pieza se remontan a 1893/94.
Orquestada para barítono, coro masculino y orquesta, la pieza comienza sombríamente con el solista narrando la primera parte de la historia:
La tierra de Kalevala está en la oscuridad, porque la Señora de Pohjola ha capturado el sol y la luna y ha robado el fuego de las casas de Kalevala. Ukko, el jefe de los dioses, los busca en vano.

La segunda parte es más rápida y en ella el coro continúa la historia. Ukko hace un fuego nuevo y se lo encomienda a la virgen del Aire, que lo deja caer.
Andrew Barnett dice:

Sería fácil aplicar una interpretación alegórica de este relato del Kalevala. Finlandia bajo el dominio ruso podría decirse que se encuentra sumida en la oscuridad perpetua – razón suficiente para que el pueblo finlandés emule a Ukko y busque de nuevo la luz.

## Grabaciones
En 1953, la pieza fue grabada por Remington Records en estéreo por la Cincinnati Symphony Orchestra, dirigida por Thor Johnson, con el barítono Sulo Saarits y el Coro de la Universidad de Helsinki. La grabación fue reeditada por Varèse Sarabande.